# Девід Даґлас (веслувальник)
Девід Даґлас (англ. David Douglas, 16 березня 1947) — австралійський академічний веслувальник.
Срібний призер Олімпійських Ігор 1968 року в складі вісімки.